# Viola cochranei
Viola cochranei är en violväxtart som beskrevs av H.E. Ballard. Viola cochranei ingår i släktet violer, och familjen violväxter. Inga underarter finns listade i Catalogue of Life.